# قرار مجلس الأمن التابع للأمم المتحدة رقم 221
قرار مجلس الأمن التابع للأمم المتحدة رقم 221، المعتمد في 9 أبريل 1966، بعد التذكير بالقرارات السابقة حول هذا الموضوع (بما في ذلك النص على حظر نفطي)، كان المجلس قلقًا للغاية من أن روديسيا الجنوبية قد تتلقى إمدادات كبيرة من النفط من جوانا الخامس، ناقلة نفط ، التي وصلت بالفعل إلى بيرا.
وطالب المجلس البرتغال بعدم السماح بضخ النفط عبر خط أنابيب شركة أنابيب روديسياس موزامبيق إلى جنوب روديسيا. ودعت جميع الدول إلى ضمان تحويل مسار السفن التي يعتقد بشكل معقول أنها تحمل النفط المتجه إلى جنوب روديسيا. كما دعا القرار حكومة المملكة المتحدة إلى منع وصول السفن التي يُعتقد أنها تحمل النفط المتجه إلى جنوب روديسيا، بالقوة إذا لزم الأمر.
اعتمد القرار بأغلبية عشرة أصوات؛ امتنعت جمهورية بلغاريا الشعبية وفرنسا ومالي والاتحاد السوفيتي وأوروغواي عن التصويت.